# Nu rose assis
Nu rose assis ou Le Torse à la couronne est un tableau réalisé par le peintre français Henri Matisse en 1935-1936 à Nice. Cette huile sur toile représente une femme nue assise. Elle est conservée au musée national d'Art moderne, à Paris.